# 列齊基
50°0′57″N 31°37′2″E / 50.01583°N 31.61722°E
萊茨基（烏克蘭語：Лецьки）是位於烏克蘭北部的村莊，由基辅州鲍里斯皮尔区的齊布利市鎮負責管轄。該村面積4.03平方公里，海拔高度96米，2001年人口851，人口密度每平方公里211.2人。